# Agote
Los agotes (en euskera: agot, agotak en plural; en francés: cagot, cagots) son un grupo social minoritario cuyos descendientes quedarían en las áreas apartadas de los valles de Baztán y Roncal en la Alta Navarra, en Guipúzcoa, el País Vasco Francés y algunos municipios de Aragón. Eran artesanos que trabajaban la piedra y la madera, posteriormente también el hierro. Durante casi ocho siglos fueron víctimas de discriminación socioeconómica. Se conoce su existencia a partir del medievo.
En la zona vascofrancesa los agotes eran llamados cagots. Muchos han supuesto que la etimología de la palabra agote derivaría de «gótico» o «godo», a través del occitano ca got, 'perro godo'. Menos probable es que la etimología se remonte a los bagaudas.

## Orígenes
Los agotes no constituían un grupo étnico ni religioso diferenciado. Su lengua y fe eran las de la población de la zona en que se hallaban, por lo que su condición de minoría social era exclusivamente fruto de la marginación. Autores antiguos y modernos han especulado mucho en torno a la raíz histórica de esta discriminación. Sin embargo, hoy sigue siendo un misterio.
La población no agote les atribuía diversos orígenes «perversos» que no pretendían explicar sino más bien justificar la discriminación: supuesta maldición bíblica, descendientes de paganos celtas o de herejes, etc. Partiendo del nombre, agotes, algunos autores dieron credibilidad a la teoría de un origen godo, quizá desertores de algún ejército refugiados en los valles vasconavarros, donde serían mal recibidos por la población autóctona y se iniciaría así un prejuicio alimentado por la leyenda. Otros han afirmado que serían descendientes de criminales llegados de Francia que, para escapar a la justicia, se ocultaron en lazaretos antes de cruzar la frontera. De ahí habría surgido la idea de que transmitían la lepra, una de las acusaciones más habituales. También se ha relacionado el origen de los agotes con grupos de cátaros huidos de Occitania y rechazados por su condición herética. Otros creen que la discriminación de los agotes procedería del rechazo a descendientes de invasores musulmanes asentados en España y Francia. Esta última teoría goza de especial apoyo en Francia.
Historiadores más recientes han formulado una hipótesis que los vincularía a gremios medievales de artesanos y trabajadores de la piedra caídos en desgracia, en la época de apogeo de estos oficios durante la construcción del Camino de Santiago. Ello podría explicar la localización geográfica de este grupo y las fuertes restricciones comerciales que sufrían a uno y otro lado de la frontera.

## Marginación
Acusados durante siglos de mantener prácticas religiosas paganas fueron segregados y tratados como «raza inferior» y «herética». Se les impedía contraer matrimonio con el resto de la población, forzándoles a una cierta endogamia o también a tener que relacionarse con otros agotes de las regiones francesas, lo cual, a su vez, reforzaba el rechazo social. Los agotes eran obligados a vivir fuera de los núcleos habitados, a vestir un ropaje para ser identificados como tales y a llevar en sus prendas un signo rojo similar a una huella de pata de oca o pato, parecido al que debían portar los llamados gafos, ya que se creía que los agotes eran «portadores de enfermedades». Se les acusaba particularmente de contagiar la lepra y en muchos lugares estaban obligados a tocar una campanilla a su paso para que los no agotes pudieran apartarse a tiempo. Los agotes no podían mezclarse en ningún caso con los no agotes: en las iglesias navarras solían quedar relegados a un hueco bajo el coro, el campanario o la escalera para oír misa, y con frecuencia tenían una entrada específica, a un lado de la principal, más baja y más estrecha. También tenían una pila bautismal diferenciada. Una barrera, generalmente una raya en el suelo (en Arizcun era una verja), les impedía acceder a la parte delantera del templo, cerca del altar. Incluso sus ofrendas eran recogidas y puestas aparte de las del resto de los fieles.
La leyenda les atribuía rasgos físicos distintivos, como no tener lóbulo en la oreja, idea que persistió incluso cierto tiempo después de que desapareciera la marginación, cuando en plena era del racismo pseudocientífico y la frenología (siglo XIX) surgió la idea de que eran de origen étnico diferente a la población autóctona de los valles. Así, Pío Baroja dice de ellos en Las horas solitarias (1918) que tienen:

cara ancha y juanetuda, esqueleto fuerte, pómulos salientes, distancia bicigomática fuerte, grandes ojos azules o verdes claros, algo oblicuos. Cráneo braquicéfalo, tez blanca, pálida y pelo castaño o rubio; no se parece en nada al vasco clásico. Es un tipo centro-europeo o del norte. Hay viejos de Bozate que parecen retratos de Durero, de aire germánico. También hay otros de cara más alargada y morena que recuerdan al gitano.

## Fin de la marginación
En 1514 solicitaron y obtuvieron del papa León X una bula que los relevaba de las restricciones infamantes que se les venía imponiendo en las prácticas del culto. No tuvo, sin embargo, casi efectos prácticos y hubo que esperar a la promulgación en 1819 de leyes que atajaran la marginación. Ese año las Cortes de Navarra derogaron las leyes discriminatorias medievales y luego se intentó la deportación de los agotes desde sus valles hacia una población cercana a Madrid llamada Nuevo Baztán, fundada en 1715 por Juan de Goyeneche, si bien la mayoría de los agotes o permaneció en sus tierras ancestrales o regresó a ellas. La discriminación así como la conciencia misma de la existencia de los agotes se fue diluyendo con el tiempo. El último lugar donde se mantuvieron reminiscencias del prejuicio hasta bien entrado el siglo XX, según el testimonio de los pobladores, fue la localidad navarra de Arizcun, en la que existe un barrio llamado Bozate (al que se refiere la cita de Baroja) que originalmente era el gueto reservado a los agotes. Un dicho popular en Bozate era: «Al agote, garrotazo en el cogote».

## Filmografía
- Baztan, Iñaki Elizalde, 2012.